# Ali bin Hamud di Zanzibar
Sayyid Ali bin Hamud Al-Busaid (Zanzibar, 7 giugno 1884 – Parigi, 20 dicembre 1918) è stato l'ottavo sultano di Zanzibar.
Ali governò Zanzibar dal 20 luglio 1902 al 9 dicembre 1911, succedendo al trono dopo la morte di suo padre, il settimo sultano. Mantenne la carica solo per un breve periodo a causa di una malattia. Nel 1911 abdicò in favore di suo cognato Sayyid Khalifa bin Harub Al-Busaid.